# Angelo Brelich
Angelo Brelich (Budapest, 20 giugno 1913 – Roma, 1º ottobre 1977) è stato uno storico delle religioni e antropologo ungherese naturalizzato italiano.

## Biografia

### Carriera
Dopo avere terminato gli studi accademici in Ungheria sotto la guida di Károly Kerényi e Andreas Alföldi, Brelich iniziò come assistente alla cattedra di Storia delle religioni all'Università di Roma, una cattedra tenuta da Raffaele Pettazzoni. Di Raffaele Pettazzoni, Brelich è stato successore come professore ordinario dal 1958, abbracciandone la metodologia del comparativismo storico applicato al campo delle ricerche storico-religiose.
La sua prima pubblicazione, Aspetti della morte nelle iscrizioni sepolcrali nell'Impero romano del 1937, è basata su un'esplorazione completa del Corpus Inscriptionum Latinarum e anticipa il futuro interesse di Brelich per la riflessione metodologica.
Quello studio fu seguito, nel 1949, da Die geheime Schutzgottheit von Rom (La divinità protettrice segreta di Roma) e da Vesta, due lavori che, pur mostrando la forte influenza del suo maestro Kerényi, testimoniano nel contempo l'originalità scientifica di Brelich. In questi due libri, che sono stati concepiti unitariamente, Brelich distingue fra ricerca analitica, che punta a delineare gli elementi fondamentali dei temi presenti in una figura divina, e ricerca storica, che è interessata ai tratti specifici e agli sviluppi successivi di quella figura.
Nel frattempo, anche in seguito all'apertura culturale che la caduta del fascismo aveva portato nel paese, traduceva scritti di Kerényi e di Carl Gustav Jung, allora sconosciuti in Italia.
In quegli anni contribuì, a fianco di Pettazzoni, a costruire quella che si chiamò Scuola romana di Storia delle religioni. Erano con lui grandissimi studiosi come Ernesto De Martino, Ugo Bianchi, Vittorio Lanternari, Dario Sabbatucci, Alessandro Bausani, Carlo Diano.

### Gli anni cinquanta
Un nuovo periodo negli studi di Brelich cominciò negli anni cinquanta. Tre variazioni romane sul tema delle origini, del 1955, dà risalto al tema della creatività storica. Diversamente dalla nozione evoluzionistica di sopravvivenza (con la quale si intende la continuità di elementi culturali come pure vestigia che sopravvivono soltanto come "massi erratici" nel flusso vivente delle formazioni culturali più recenti), la nozione di creatività storica di Brelich implica la convalida degli elementi già trovati all'interno degli orizzonti mitologici e religiosi differenti da parte delle nuove strutture storico-culturali emergenti.
Brelich inoltre istituisce un'opposizione di base fra il caos primordiale o "non-ordine" e l'ordine che risulta dall'organizzazione del cosmo (o meglio del Kósmos nell'accezione greca). Questi principi metodologici ricorrono nel volume Gli eroi greci, del 1958, in cui Brelich sostiene la necessità di includere lo studio delle religioni del mondo classico all'interno della problematica della storia delle religioni. Nello stesso libro, Brelich riflette inoltre sul tipo dell'eroe, particolarmente come oggetto di un culto funerario e sul relativo collegamento con i temi cosmogonici. In seguito Brelich modificherà i punti di vista qui espressi, in relazione alla radicalizzazione del suo approccio analitico ed ermeneutico.
Durante questo periodo Brelich è stato profondamente interessato dal politeismo, che era stato un soggetto piuttosto trascurato nel campo degli studi storico-culturali di approccio comparativo. Ha visto nel politeismo un fenomeno religioso tipico delle "culture alte" arcaiche, del tipo che si ritrova nel Giappone, in India, Mesopotamia, nell'Egitto ed in Grecia, così come nell'America Centrale e nel Perù. Ha creduto che la concezione politeistica di dio o divinità dovesse essere distinta sia dagli spiriti dell'animismo che dagli dei otiosi di alcune culture non-scritte. Il politeismo per Brelich è un fenomeno sui generis e l'oggetto specifico di una ricerca storica che punti a indagare la struttura profonda e la "ragion d'essere" della storia religiosa dell'umanità.

### Gli anni sessanta
Guerre, agoni, e culti nella Grecia arcaica, del 1961, è contrassegnato dall'interesse crescente di Brelich per le istituzioni iniziatiche. Queste istituzioni sono centrali nel suo Paides e Parthenoi (1969), che è uno studio sul modo in cui i riti tribali di iniziazione si sono adattati alle strutture delle poleis greche, una volta che il loro scopo originale era stato perso. Qui è ancora chiarissimo l'interesse di Brelich per la creatività storica, mentre minore è l'attenzione alle funzioni soteriologiche ed escatologiche di queste istituzioni.

### Gli anni settanta
Brelich ha lasciato non finita una complessa storia del culto di Juppiter, una storia che si proponeva di seguire lo sviluppo di Juppiter dalla condizione di essere celeste pre-politeistico indoeuropeo a quella di guida dell'intero Pantheon; questo studio intendeva analizzare particolarmente le implicazioni politiche di questo sviluppo.
Per quanto riguarda il suo punto di vista della religione come fenomeno generale, l'introduzione di Brelich a Histoire des religions di Henri-Charles Puech (1970) sembra indicare che abbia accettato le spiegazioni funzionaliste.
Il suo approccio alla materia fu sempre rigorosamente scientifico e laico: criticava, tra l'altro,  il «fervore ecumenico» di certi congressi di studiosi della religione, trasformati «in un'orgia di comunione interconfessionale». Per lui la scienza delle religioni, lo studio della loro raison d'être o del loro sviluppo, doveva essere lasciato ben distinto dagli argomenti e dalle pulsioni della fede.
Interessante anche, nell'ampia produzione libraria di Brelich, il peso che hanno le dispense universitarie, segno sia dell'interesse sempre vivissimo di Brelich all'insegnamento che del metodo di studio, che procedeva per acquisizioni successive e via via più approfondite. Brelich ne rendeva conto nelle sue dispense dirette agli studenti. Esse sono anche un "diario di viaggio" delle ricerche di Brelich.
Dopo aver appreso di avere un tumore, la cui operazione gli avrebbe prolungato la vita, ma l'avrebbe menomato nelle funzioni vocali, scelse stoicamente il suicidio.

## Opere

### Studi fondamentali
- Brelich, Angelo, Aspetti della morte nelle iscrizioni sepolcrali dell'impero romano, Budapest (Istituto di numismatica e di archeologia dell'Universita Pietro Pazmany), 1937
- Brelich, Angelo, A halalszemlelet formai a Romai birodalom sirfeliratain, Budapest (Magyar Nemzeti muzeum), 1937
- Brelich, Angelo, Trionfo e morte, Bologna, Zanichelli, 1938
- Brelich, Angelo, Vesta, Zurich, Rhein, c. 1949
- Brelich, Angelo, Die Geheime Schultzgottheit von Rom, Zurich, Rhein-Verlag, c. 1949
- Brelich, Angelo, Tre variazioni romane sul tema delle origini, Roma, Edizioni dell'Ateneo, 1955
- Brelich, Angelo, Un culto preistorico vivente nell'Italia centrale, Bologna, Zanichelli, 1955
- Brelich, Angelo, Gli eroi greci: un problema storico-religioso, Roma, Edizioni dell'Ateneo, 1958; Milano, Adelphi, 2010.
- Brelich, Angelo, I figli di Medeia, Roma, Marzioli, 1959
- Brelich, Angelo, Il politeismo, Roma, Edizioni dell'Ateneo, 1960
- Brelich, Angelo, Guerre, agoni e culti nella Grecia arcaica, Bonn, Habelt, 1961
- Brelich, Angelo, Introduzione alla storia delle religioni, Roma, Edizioni dell'Ateneo, 1966, rist. 2006
- Brelich, Angelo, Paides e Parthenoi, Roma, Edizioni dell'Ateneo, 1969
- Brelich, Angelo, Aristofane. Commedia e religione, Sl., s.n., 1969

### Dispense universitarie
- Brelich, Angelo, Introduzione allo studio dei calendari festivi. Università degli studi di Roma, Facoltà di Lettere e Filosofia. Anno accademico 1953-54, Roma, Ed. dell'Ateneo, 1954
- Brelich, Angelo, Heros. Il culto Greco degli eroi e il problema degli esseri semi-divini. Anno accademico 1955-1956. (Università degli studi di Roma. Facoltà di Lettere), Roma, Ed. dell'Ateneo, 1956
- Brelich, Angelo, Le iniziazioni. Parte seconda: sviluppi storici nelle civiltà superiori, in particolare nella Grecia antica, Roma, Ediz. dell'Ateneo, 1961
- Brelich, Angelo, Introduzione alla storia delle religioni. Parte prima. Anno accademico 1961-62, Roma,  Ed. dell'Ateneo, 1965
- Brelich, Angelo, Introduzione alla storia delle religioni. Parte seconda. Anno accademico 1962-63, Roma,  Ed. dell'Ateneo, 1965
- Brelich, Angelo, Introduzione alla storia delle religioni. Parte terza: anno accademico 1963-64, Roma, Edizioni dell'Ateneo, 1964
- Brelich, Angelo, Introduzione alla storia delle religioni. Parte quarta: anno accademico 1964-65, Roma, Ed. dell'Ateneo, 1965
- Brelich, Angelo, Le iniziazioni: anno accademico 1959-60, Roma, Ediz. dell'Ateneo, 1960 (rist. a cura di Andrea Alessandri e Prefazione di Daniel Febre, Roma, Editori Riuniti university press, 2008)
- Brelich, Angelo, Appunti su economia e religione: anno accademico 1965-66, Roma, Edizioni dell'Ateneo, 1966
- Brelich, Angelo, Presupposti del sacrificio umano. Anno accademico 1966-67, Roma, Edizioni dell'Ateneo, 1967 (rist. con Prefazione di Marcello Massenzio, Roma, Editori Riuniti, 2006)
- Brelich, Angelo, Problemi di mitologia 1.: un corso universitario, Bari, Dedalo libri, 1972

### Traduzioni, prefazioni e curatele
- Jung, Carl Gustav e Kerenyi, Karoly, Prolegomeni allo studio scientifico della mitologia,  trad. di Angelo Brelich, Torino, Einaudi, 1948
- Philippson, Paula, Origini e forme del mito greco, (a cura di Angelo Brelich), Torino, Einaudi, 1949
- Kerenyi, Karoly, Miti e misteri (a cura di Angelo Brelich), Torino, Einaudi, 1950
- Kerenyi, Karoly, La mitologia dei greci. I racconti sugli dei e sull'umanità (a cura di Angelo Brelich), Roma, Astrolabio, 1951
- Pettazzoni, Raffaele, Gli ultimi appunti di Raffaele Pettazzoni, (a cura di Angelo Brelich), "Studi e Materiali di Storia delle Religioni"  31 (1960), pp. 23-55.
- Kerenyi, Karoly, Figlie del sole (prefazione di Angelo Brelich), Torino, Bollati Boringhieri, 2008
- Pettazzoni, Raffaele, Le religioni misteriche nel mondo antico (a cura di Angelo Brelich),Roma, Perrella, 1953

### Opere postume
- Brelich, Angelo (e altri), Readings in mythology, New York, Arno Press, 1978
- Brelich, Angelo, Storia delle religioni, perché? (introduzione di Vittorio Lanternari), Napoli, Liguori, 1979
- Angelo Brelich e altri, Egiziani e Sumeri, Roma-Bari, Laterza, 1981
- Brelich, Angelo, La consistenza di una eredità, Roma, s.n., 1983
- Brelich, Angelo, I greci e gli dei (a cura di Vittorio Lanternari e Marcello Massenzio), Napoli, Liguori, 1985
- Brelich, Angelo, Il cammino dell'umanità, Roma, Bulzoni, c. 1985*
- Brelich, Angelo e M. Meslin, Religione e storia delle religioni, Roma-Bari, Laterza, 1988
- Brelich, Angelo, Mitologia, politeismo, magia e altri studi di storia delle religioni, 1956-1977 (a cura di Paolo Xella), Napoli, Liguori, 2002
- Brelich, Angelo, Come funzionano i miti: l'universo mitologico di una cultura melanesiana (a cura di Maria Grazia Lancellotti), Bari, Dedalo, 2003
- Brelich, Angelo, Presupposti del sacrificio umano (prefazione di Marcello Massenzio), Roma, Editori Riuniti, 2006
- Brelich, Angelo, Tabù, miti e società. Economia e religione nell'analisi delle culture (a cura di Colette Nieri), Bari, Dedalo, 2007
- Brelich, Angelo, Il politeismo (a cura di Marcello Massenzio e Andrea Alessandri; prefazione di Marc Augé), Roma, Editori Riuniti, 2007
- Brelich, Angelo, Le iniziazioni (a cura di Andrea Alessandri; prefazione di Daniel Fabre), Roma, Editori Riuniti, 2008
- Brelich, Angelo, Teatri di guerre agoni culti nella Grecia antica (prefazione di Maria Grazia Bonanno), Roma, Editori Riuniti university press, 2009
- Brelich, Angelo, Tre variazioni romane sul tema delle origini (a cura di Andrea Alessandri; prefazione di Enrico Montanari), Roma, Editori Riuniti university press, 2010
- Brelich, Angelo, Paides e Parthenoi (a cura di A. Alessandri e C. Cremonesi; prefazione di Paolo Scarpi), Roma, Editori Riuniti University press, 2014
- Brelich, Angelo, Introduzione allo studio dei calendari festivi (prefazione e cura di Ignazio E. Buttitta), Roma, Editori Riuniti University press, 2015

### Scritti d'occasione
- Brelich, Angelo, Commemorazione di Raffaele Pettazzoni. Tenuta il 26 marzo 1960 nella Facoltà di Lettere e filosofia dell'Università di Roma, Roma,  Marzioli, 1961
- Brelich, Angelo, Ai margini del 10. Congresso internazionale di storia delle religioni: Marburgo, 1 e 17.9.1960, Roma, Marzioli, 1961
- Brelich, Angelo, Situazione attuale degli studi di storia delle religioni, Debrecen, ?, 1967